# Automerina
Automerina este un gen de molii din familia Saturniidae. 

## Specii
- Automerina auletes (Herrich-Schaeffer, 1854)
- Automerina beneluzi Lemaire, 2002
- Automerina carina Meister, Naumann & Brechlin, 2005
- Automerina caudatula (R. Felder & Rogenhofer, 1874)
- Automerina cypria (Gmelin, 1790)
- Automerina vala (Kirby, 1871)